# Стійкість (динамічні системи)
В математиці, розв'язок диференціального рівняння (або, ширше, траєкторія в фазовому просторі точки стану динамічної системи) називається стійким, якщо поведінка розв'язків з умовами близькими до початкових «не сильно відрізняється» від поведінки вихідного розв'язку. Слова «не сильно відрізняється» при цьому можна формалізувати по-різному, отримуючи різні формальні визначення стійкості: стійкість за Ляпуновим, асимптотичну стійкість і т. д. (див. нижче). Зазвичай розглядається задача про стійкість тривіального розв'язку в особливій точці, оскільки завдання про стійкість довільної траєкторії зводиться до даної шляхом заміни невідомої функції.

## Постановка завдання стійкості динамічних систем
Нехай {\displaystyle \Omega } — область простору {\displaystyle \mathbb {R} ^{n}}, що містить початок координат, {\displaystyle I=[\tau ;\infty )}, де {\displaystyle \tau \in \mathbb {R} ^{1}}. Розглянемо систему (1) виду:

{\displaystyle \left\{{\begin{matrix}{\dot {x}}=f(t,x),x\in \mathbb {R} ^{n},f:I\times \Omega \to \mathbb {R} ^{n}\\f(t,0)=0.\end{matrix}}\right.}
(1)

При будь-яких {\displaystyle (t_{0},x_{0})\in I\times \Omega } існує єдиний розв'язок x(t, t0, x0) системи (1), задовольняюче початковим умовам x(t0, t0, x0) = x0. Будемо припускати, що розв'язок x(t, t0, x0) визначено на інтервалі {\displaystyle J^{+}=[t_{0};\infty )}, причому {\displaystyle J^{+}\subset I}.
Нехай дані також дві динамічні системи:
{\displaystyle {\dot {X}}(t)=F(X(t-\tau )),\quad \quad \tau =\mathrm {const} >0;} (2)
{\displaystyle {\dot {X}}(t)=F(X(t-\tau ))+{\mathfrak {F}}(t,X_{t}).} (3)
Кожен розв'язок {\displaystyle X(t,t_{0},\varphi )} системи (2) визначається початковими умовами: початковим моментом {\displaystyle t_{0}} та початковою вектор-функцією {\displaystyle \varphi (\xi ),} де {\displaystyle X(t_{0}+\xi ,t_{0},\varphi )=\varphi (\xi )} за {\displaystyle \xi \in [-\tau ,0].} Для виділених систем (2-3) із запізнюванням функції {\displaystyle \varphi (\xi )} належать простору {\displaystyle PC[-\tau ,0]} шматково-неперервних за {\displaystyle \xi \in [-\tau ,0]} функцій із рівномірною нормою {\displaystyle ||\varphi ||_{\tau }={\underset {\xi \in [-\tau ,0]}{\sup }}||\varphi (\xi )||,} де {\displaystyle ||\cdot ||} — евклідова норма вектора.
Функціонал {\displaystyle {\mathfrak {F}}(t,\varphi )} заданий й є неперервним у області
{\displaystyle \{t\in \mathbb {E} :t\geq 0\}\times \Omega _{H},}
де {\displaystyle \Omega _{H}} — множина функцій {\displaystyle \varphi (\xi )\in PC[-\tau ,0],} які задовільняють умові {\displaystyle ||\varphi ||_{\tau }<H,\,\,(H=\mathrm {const} >0).} Припустимо, у цій області є справедливою оцінка
{\displaystyle ||R(t,\varphi )||\leq \beta (||\varphi ||_{\tau }^{\sigma }),\quad \quad \beta >0,\,\,\sigma >0.}
Відтак система (3) має розв'язок {\displaystyle X(t)\equiv 0.}

## Стійкість за Ляпуновим
Тривіальний розв'язок x = 0 системи (1) називається стійким за Ляпуновим, якщо для будь-яких {\displaystyle t_{0}\in I} і {\displaystyle \varepsilon >0} існує {\displaystyle \delta >0}, залежне тільки від ε і t0 і не залежне від t, таке, що для будь-якого x0, для котрого {\displaystyle \|x_{0}\|<\delta }, розв'язок x системи з початковими умовами x(t0) = x0 триває на всю піввісь t > t0 і задовольняє нерівності {\displaystyle \|x(t)\|<\varepsilon }.
{\displaystyle (\forall \varepsilon >0)(\forall t_{0}\in I)(\exists \delta (t_{0},\varepsilon )>0)(\forall x_{0}\in B_{\delta (t_{0},\varepsilon )})(\forall t\geq t_{0},t\in J^{+})\Rightarrow (\|x(t,t_{0},x_{0})\|<\varepsilon )}.
Нехай задана ще одна система диференціальних рівнянь
{\displaystyle {\dot {X}}(t)=F(X(t)),} (4)
де {\displaystyle X(t)} — n-вимірний вектор, компоненти векторної функції {\displaystyle F(X)} визначені й неперервно диференційовані за усіх {\displaystyle X\in \mathbb {E} ^{n}} та є однорідними функціями порядку {\displaystyle \mu \geq 1.} Відтак система (4) має розв'язок {\displaystyle X(t)\equiv 0.}
Розгляньмо функцію Ляпунова {\displaystyle V(X),} яка має наступні властивості:
- {\displaystyle V(X)} неперервно диференційована;
- {\displaystyle V(X)} додатно визначена;
- {\displaystyle V(X)} — однорідна функція порядку {\displaystyle \gamma >1};
- справедлива рівність {\displaystyle ({\frac {\partial V(X)}{\partial X}})^{T}F(x)=-||X||^{\gamma +\mu -1}.}

Диференціюючи систему (4) в силу системи (3) {\displaystyle t\geq 0,\,\,||X_{t}||_{\tau }<H} маємо
{\displaystyle {\dot {V}}|_{(3)}=({\frac {\partial V(X(t))}{\partial X}})^{T}F(X(t))+({\frac {\partial V(X(t))}{\partial X}})^{T}(F(X(t))+R(t,X_{t}))\leq -||X(t)||^{\gamma +\mu -1}+b_{1}||X(t)||^{\gamma -1}(||F(X(t-\tau ))-F(X(t))||+\beta (||X_{t}||_{\tau })^{\sigma }),}
де {\displaystyle b_{1}=\mathrm {const} >0.} Нехай нульовий розв'язок системи (4) є стійким. Якщо виконується нерівність {\displaystyle \sigma >\mu >1,} то нульовий розв'язок системи (3) є асимптотично стійким за будь-якого значення {\displaystyle \tau >0.}

### Рівномірна стійкість за Ляпуновим
Тривіальний розв'язок x = 0 системи (1) називається рівномірно стійким за Ляпуновим, якщо δ з попереднього визначення залежить тільки від ε:
{\displaystyle (\forall \varepsilon >0)(\exists \delta (\varepsilon )>0)(\forall t_{0}\in I)(\forall x_{0}\in B_{\delta (\varepsilon )})(\forall t\geq t_{0},t\in J^{+})\Rightarrow (\|x(t,t_{0},x_{0})\|<\varepsilon )}

### Нестійкість за Ляпуновим
Тривіальний розв'язок x = 0 системи (1) називається нестійким за Ляпуновим, якщо:
{\displaystyle (\exists \varepsilon >0)(\exists t_{0}\in I)(\forall \delta >0)(\exists x_{0}\in B_{\delta })(\exists t_{*}\geq t_{0},t_{*}\in J^{+})\Rightarrow (\|x(t_{*},t_{0},x_{0})\|\geq \varepsilon )}

## Асимптотична стійкість
Тривіальний розв'язок x = 0 системи (1) називається асимптотично стійким, якщо він стійкий за Ляпуновим і виконується умова{\displaystyle \lim _{t\to \infty }\|x(t_{*},t_{0},x_{0})\|=0} для всякого x з початковою умовою x0, що лежить у досить малому околі нуля.

### Еквіасимптотична стійкість
Тривіальний розв'язок x = 0 системи (1) називається еквіасимптотично стійким, якщо він рівномірно стійкий і рівномірно притягальний.

### Рівномірна асимптотична стійкість
Тривіальний розв'язок системи (1) називається рівномірно асимптотично стійким, якщо він стійкий і еквіпритягальний.

### Асимптотична стійкість в цілому
Тривіальний розв'язок x = 0 системи (1) називається асимптотично стійким у цілому, якщо він стійкий і глобальнопритягальний.

### Рівномірна асимптотична стійкість в цілому
Тривіальний розв'язок x = 0 системи (1) називається рівномірно асимптотично стійким у цілому, якщо він рівномірно стійкий і рівномірно-глобальнопритягальний.